# Kljunorošci
Kljunorošci (lat. Bucerotidae) su porodica ptica iz reda Bucerotiformes, nekada klasificirane u red modrivrana iz kojih su izdojene zajedno sa porodicom Bucorvidae. Po građi tela i izgledu su slični tukanima, ali su nesrodni. Ta sličnost se može pripisati konvergentnoj evoluciji. Po Sibli-Ahlkvistovoj taksonomiji kljunorošci se svrstavaju u zaseban red Bucerotiformes.

## Opis
Ove ptice su jedine ptice kojima su prva dva vratna pršljena (aksis i atlas) spojena, verojatno zbog vrlo velikog kljuna karakterističnog za ovu porodicu. Kljun je dugačak i zakrivljen nadole, a vrhovi vilica se spajaju i formiraju „klešta”. Unutarnji oštri rubovi su nazubljeni. Mnoge vrste na kljunu imaju kacigu koja je u svom najjednostavnijem obliku samo greben, a kod ostalih se razvila u posebnu strukturu koja može biti raznih oblika. Ponekad je čak i veća od samog kljuna. Kod mladih jedinki je kaciga uvek delomično razvijena, a kod odraslih mužjaka je veća i potpunija nego kod ženki. Kod svih vrsta osim jedne se kaciga sastoji od tanke navlake keratina i unutarnjih koštanih podupirača. Oglašavaju se nazalno prostim kvocanjem, zviždanjem, hukanjem, brujanjem ili piskavim vrištanjem, pa je moguće da kaciga ima ulogu i u oglašavanju.
Mogu da narastu od 30 do 160 cm, zajedno sa izduženim središnjim repnim perima kod šljemastog kljunorošca. Mogu da teže od 85 g do 4,5 kg i da imaju raspon krila od 1,8 m. Mužjak je 10% veći od ženke i ima 15-20% duži kljun. Perje je crne, bele, sive ili smeđe boje, a kljunorošci često imaju kombinacije ovih boja. Goli delovi na licu, vratu i oko očiju često su jarko obojeni.
Hrane se voćem, bubama, a dve vrste su mesojedi.

## Razmnožavanje
Kljunorošci postaju polno zreli između prve i šeste godine života. Teritorije oko gnezda, koje mogu biti veličine od 10 ha do 100 km kvadratnih, brane oglašavanjem. Većina ih je monogamna. Gnijezda su prirodne šupljine u drveću, ali i na zemljanim i stenovitim odsecima. Kod svih vrsta, osim dve vrste koje žive na tlu, ženka zatvara ulaz u rupu i ostavlja samo uski prorez da bi joj mužjak mogao dodavati hranu. Ostatke hrane i otpatke izbacuju kroz istu rupu. Ženke većih vrsta snesu 1-2 jajeta, a kod manjih do 8. Inkubacija traje 25-40 dana, a mladunci ostaju u gnijezdu 45-86 dana. Nakon što se mladi izlegu, ženka probija zid, a kod nekih vrsta roditelji ponovo zagrade ptiće unutra.

## Rasprostranjenost
Nastanjuju podsaharsku Afriku, Arapsko poluostrvo, Pakistan, Indiju, jugoistočnu Aziju i ostrva istočno od Nove Gvineje. Staništa su im šume i savane. Postoji 57 vrsta u 14 rodova. Dve filipinske vrste su kritično ugrožene, sedam drugih vrsta je ugroženo.

## Taksonomija
Familiju Bucerotidae je uveo (kao Buceronia) francuski polihistor Konstantin Samjuel Rafinesk 1815. godine. Postoje dve podfamilije: Bucorvinae sadrži dva kljunorošca u jednom rodu, i Bucerotinae sadrži sve ostale taksone. Tradicionalno oni se svrstavaju u red Coraciiformes (čime su takođe obuhvaćeni vodomari, modrovrane, pupavci i pčelarice). U Sibli-Alkvistovoj taksonomiji, kljunorošci su doduše odvojeni od Coraciiformes u nihov zasebni red, Bucerotiformes, sa podfamilijama definisanim na nivou familija. Imajući u vidu da su gotovo jednako udaljeni od modrovrana, vodomara i pupavaca kao što su trogoni, izabrani aranžman je više stvar ličnog ukusa nego dobro uspostavljene taksonomske prakse. Sve što se može reći sa razumnom izvesnošću je da bi postavljanje kljunorošaca izvan Coraciiformes a trogona unutar bilo pogrešno.

## Galerija
- Kritično ugrožena vrsta Aceros waldeni u letu.
- Ženka velikog kljunorošca
- , vrsta kljunorošca koji živi na tlu.
- , vrsta jarkih boja.
- Jedinstveni dugorepi šlemni kljunorožac se obično stavlja u sopstveni rod
- Bycanistes subcylindricus, poput svih pripadnika roda Bycanistes, ima šareno perje.
- Aceros cassidix, rani 19. vek, Indonezija

## Literatura
- Bock, Walter J. (1994). History and Nomenclature of Avian Family-Group Names. Bulletin of the American Museum of Natural History. Number 222. New York: American Museum of Natural History. стр. 146, 252.
- Rafinesque, Constantine Samuel (1815). Analyse de la nature ou, Tableau de l'univers et des corps organisés (на језику: French). Palermo: Self-published. стр. 66.
- Kemp, Alan C. & Woodcock, Martin The Hornbills: Bucerotiformes. Oxford University Press, Oxford.
- Maclean, Gordon Lindsay & Roberts, Austin Roberts' Birds of Southern Africa (Revised Edition).
- Wallace, Alfred Russel (1863): "The Bucerotidæ, or Hornbills Архивирано на веб-сајту  (30. април 2009)". The Intellectual Observer June 1863: 309–316.
- Zimmerman, Dale A., Turner, Donald A., & Pearson, David J. Birds of Kenya and Northern Tanzania (Field Guide Edition).